# Manleuana
Manleuana (Manluana, Manleu-Ana, Manleoana) ist ein Stadtteil im Westen Dilis, der Hauptstadt Osttimors, und Suco des Verwaltungsamts Dom Aleixo (Gemeinde Dili).

## Geographie
Der Suco Manleuana liegt am Ostufer des Rio Comoros. Im Süden und Osten grenzt er an den Suco Dare, im Nordosten an den Suco Bairro Pite und im Norden an den Suco Comoro. Jenseits des Rio Comoros liegt der Suco Tibar der Gemeinde Liquiçá.
Manleuana wurde 2017 aus Teilen der Sucos Bairro Pite und Comoro gebildet. Von den neun Aldeias stammen von Bairro Pite Lau-Lora (Lau-Loran), Lisbutac (Lesibutak), Manleu-Ana, Mundo Perdido und Ramelau. Von Comoro kamen zu Manleuana Badiac (Badiak), Lemocari, Mane Mesac und Mauc. Ortsteile in Manleuana sind Lisbutac und Manleu-Ana.

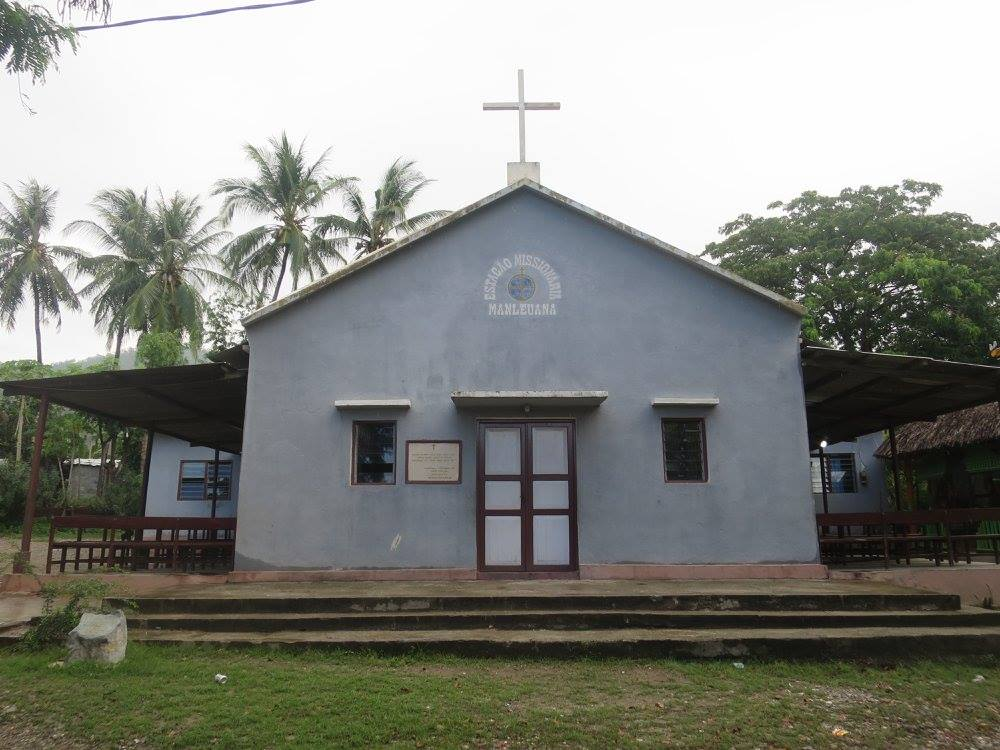
Missionsstation Manleuana
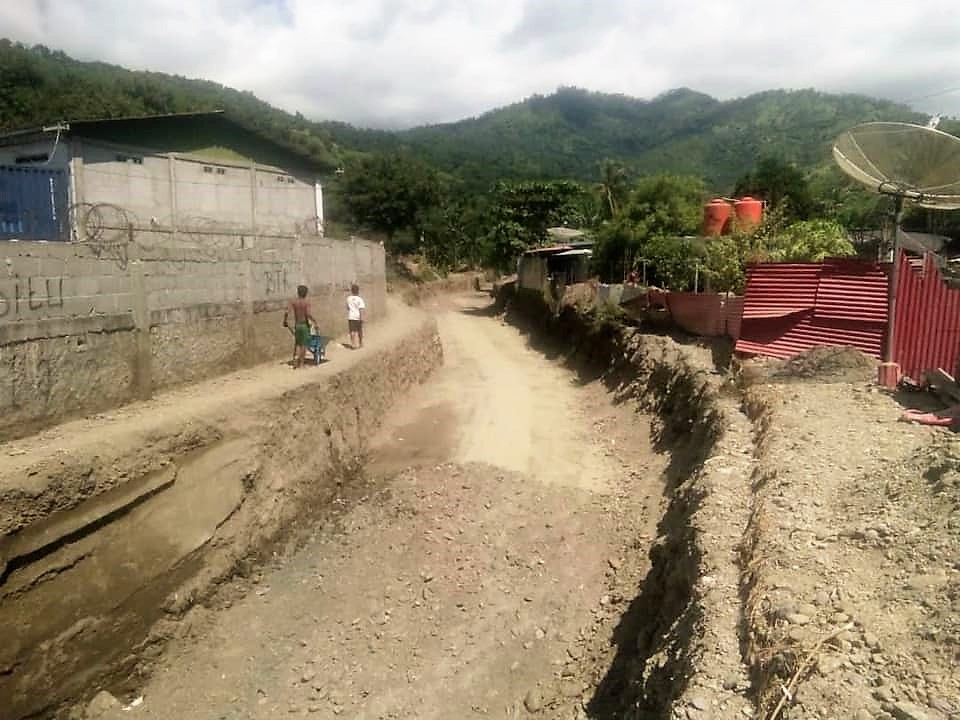
Wassergraben in Manleuana

## Einwohner
In Manleuana leben 15.392 Einwohner (2022), davon sind 7.795 Männer und 7.597 Frauen. 9.859 von ihnen wohnen in einer urbanen Umgebung, 5.533 im ländlichen Teil des Sucos. Im Suco gibt es 2.704 Haushalte.

## Geschichte

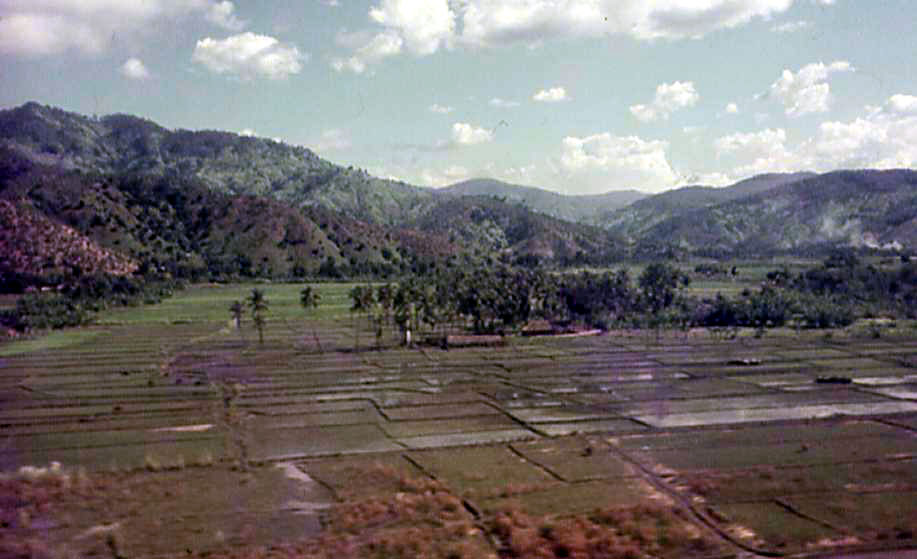
Manleuana in den 1960er Jahren

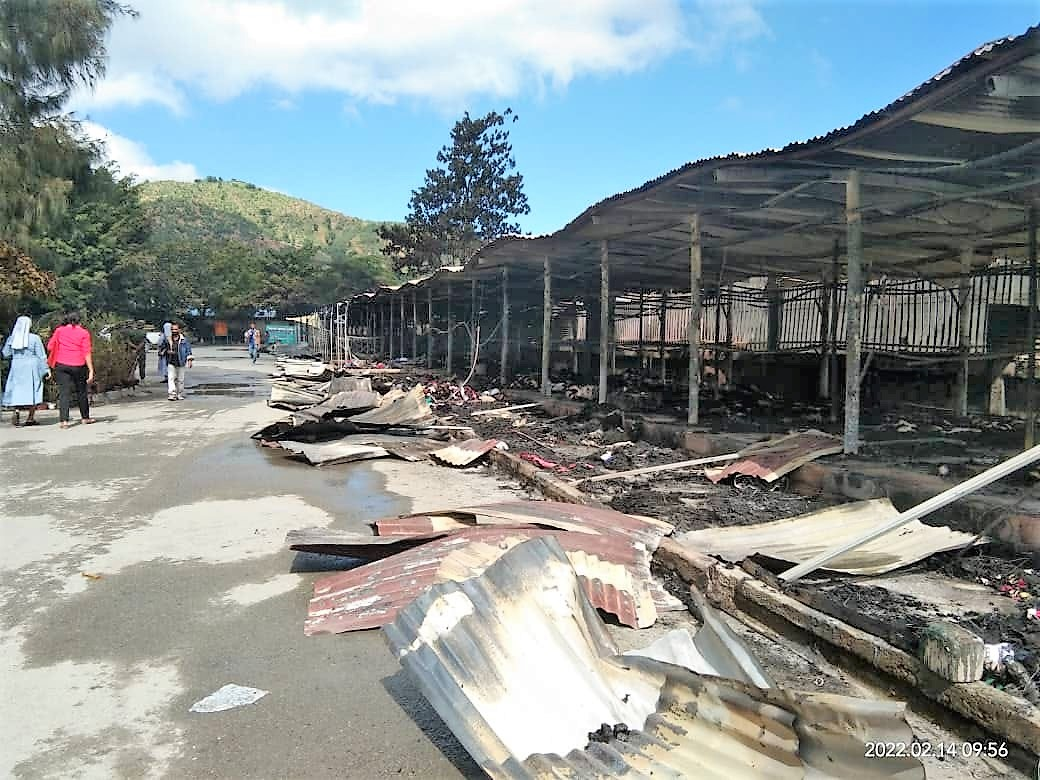
Der Markt von Manleuana (2022)

Am 14. Februar 2022 brannte der Markt von Manleuana ab.

## Politik
Die Nachwahlen für die neue Administration fanden im Mai 2017 statt. Chefe de Suco wurde Jacob Tilman Soares.

## Infrastruktur
In Manleuana befinden sich das Instituto Profissional de Canossa, die Escola Santa Madalena de Canossa und die Escola Primaria Manleuana.
2012 wurde der Markt von Comoro nach Manleuana verlegt. Seit 2021 hat die Partei KHUNTO ihren nationalen Sitz im Suco Manleuana der Landeshauptstadt Dili.